# Pau López i Sabata
Pau López i Sabata (Sant Esteve de Llémena, La Garrotxa, 13 de desembre de 1994), conegut simplement com a Pau, és un futbolista professional català que juga com a porter al Reial Betis.

## Trajectòria esportiva

### Espanyol
Nascut a Sant Esteve de Llémena (Sant Aniol de Finestres), Pau va ingressar al planter del RCD Espanyol el 2007, amb 12 anys. Va debutar amb el RCD Espanyol B la temporada 2013–14 a segona B.
El 12 de juny de 2014 Pau va signar un nou contracte per quatre temporades amb els pericos, i va pujar al primer equip. Va jugar el seu primer partit com a professional el 17 de desembre, jugant com a titular en una victòria a casa per 1–0 contra el Deportivo Alavés a la Copa del Rei torneig en el qual jugaria tots els partits com a titular, i en què l'Espanyol va arribar a les semifinals per primer cop en nou anys.
El 30 d'agost de 2016 Pau va signar com a cedit pel Tottenham Hotspur FC de la Premier League, per un any, amb opció de compra. Els Spurs pagaren 600.000 euros per la cessió. L'operació va coincidir amb el fitxatge de Diego López per l'Espanyol. Al club anglès hi fou el tercer porter, rere Hugo Lloris i Michel Vorm i no va aconseguir de jugar-hi ni un partit.
Després del seu retorn al RCD Espanyol, Pau López es va consolidar en l'onze titular de l'entrenador Quique Sánchez Flores després de vuit jornades de Lliga, passant per davant de Diego López, dominador absolut de la posició la temporada anterior, i amb la confiança total del tècnic.

### Betis
El 4 de juliol de 2018, va signar un contracte de cinc anys amb el Reial Betis després d'acabar el seu contracte amb l'entitat blanc-i-blava. Amb els de Quique Setién es va perdre només cinc partits durant la seva única temporada, en què els andalusos acabaren en desena posició.

### AS Roma
López va fitxar per l'AS Roma amb un contracte per cinc anys, el 9 de juliol de 2019, per 23.5 milions de traspàs. Va debutar a la Serie A el 25 d'agost, en un empat 3–3 a casa contra el Genoa CFC, i va jugar 31 partits més al final de la campanya amb un equip que acabaria cinquè classificat. El 26 de gener de 2020, va cometre un error al Derby della Capitale en regalar un gol a Francesco Acerbi, de la Lazio, en un empat a 1.
A la temporada 2020–21, López va ser suplent d'Antonio Mirante, abans de tornar a l'equip després de la lesió del veterà porter italià. La seva temporada va acabar prematurament per una lesió a l'espatlla contra el Manchester United FC a les semifinals de la Lliga Europa de la UEFA 2020-21.

### Marsella

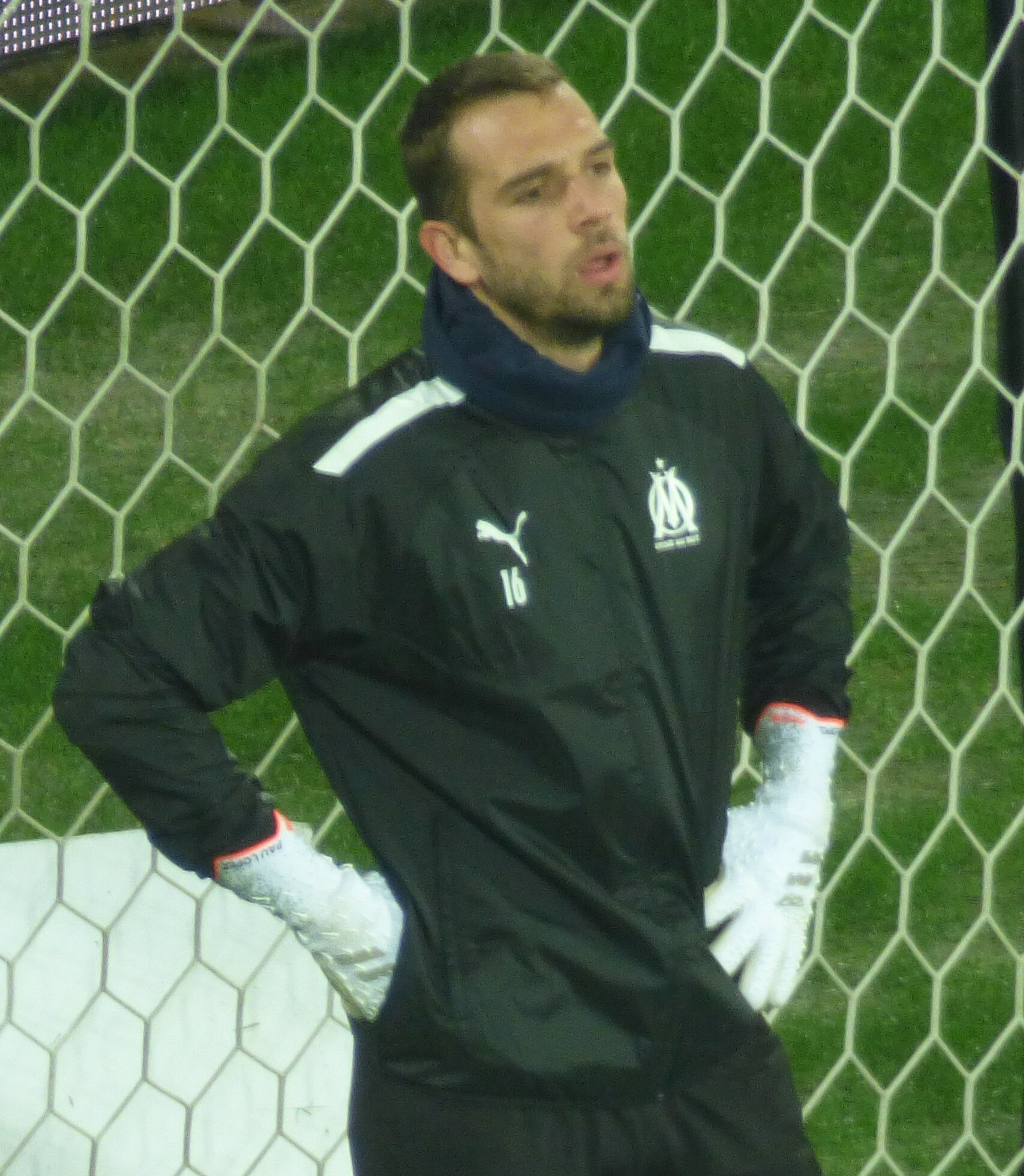
Pau López amb l'Olympique de Marsella el 2022

El 8 de juliol de 2021, López va ser cedit al club Olympique de Marsella de la Ligue 1 per una temporada, amb una opció de compra a l'estiu de 2022. Davant la competència de l'experimentat Steve Mandanda, va debutar l'11 de setembre en una victòria per 2-0 fora de casa contra el Mònaco, i va mantenir el seu lloc per sobre de l'internacional francès durant tota la campanya.
El Marsella va exercir la seva opció de compra de López el 8 de gener de 2022, amb efectes a partir de l'1 de juliol.

#### Cessió al Girona
El 16 d'agost de 2024, López va ser cedit al Girona, per a la temporada, però no va tenir massa minuts, en competència amb Paulo Gazzaniga.
El 7 de gener de 2025, López havia d'unir-se al RC Lens amb un contracte de sis mesos amb una opció de compra al juliol. L'endemà, però, la cessió va ser cancel·lada perquè, segons el club francès, el Girona tenia la intenció de mantenir el jugador fins a finals de mes, quan acabés la seva participació a la fase de lliga de la Lliga de Campions de la UEFA.

#### Cessió al Toluca
López va fitxar pel Toluca de la Liga MX mexicana el 27 de gener de 2025, encara propietat del Marsella; va substituir el brasiler Tiago Volpi, que va demanar ser acomiadat per motius personals. El 19 de juliol la cessió va finalitzar de manera anticipada després que l'argentí Antonio Mohamed, entrenador dels Diablos Rojos, va deixar de comptar amb ell. Immediatament després de la seva sortida, se'l va vincular amb el Reial Betis.

## Internacional

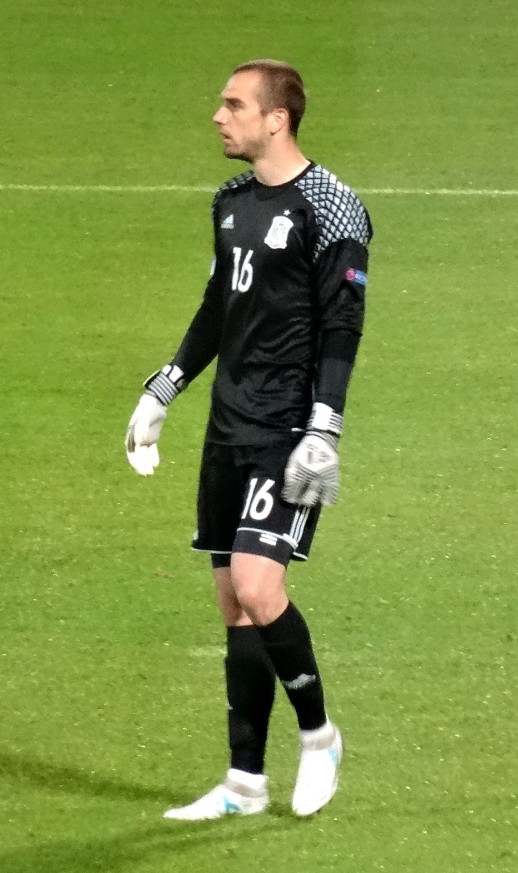
López jugant amb Espanya sub-21 el 2017

### Amb la selecció catalana
López va debutar amb la selecció catalana el 26 de desembre de 2015, essent nomenat jugador del partit entre Catalunya i País Basc en un amistós que es va perdre per 1-0.

### Amb la selecció espanyola
El 28 de març de 2016 va jugar el seu primer partit amb la Selecció espanyola sub-21, en una victòria per 1-0 contra la selecció noruega sub-21 a l'Estadi Nueva Condomina.
El 17 de maig de 2016, López i el seu company d'equip de l'Espanyol Marco Asensio van ser convocats amb la la selecció espanyola absoluta per a un partit amistós contra Bòsnia i Hercegovina. Va debutar internacionalment amb Espanya més de dos anys després, després d'entrar com a substitut de Kepa Arrizabalaga al minut 75 en una victòria per 1-0 contra el mateix rival a Las Palmas.